# Herringløse
Herringløse er en landsby på Østsjælland med 379 indbyggere  (2024), beliggende i Hvedstrup Sogn. Landsbyen ligger i den nordøstlige del af Roskilde Kommune og tilhører Region Sjælland.
Landsbyen dækker over en del søer, ikke mindre end 3 gadekær ligger der, og i området omkring Herringløse ligger blandt andet en Put and Take-sø. Hove Å løber i nærheden af stedet.
Landsbyens kulturelle liv finder især sted i en nedlagt skole som bruges til forskellige årlige arrangementer og til en børne- og ungdomsklub. Der er også en vuggestue og en børnehave med tilhørende legeplads. Herringløse byder også på en Køb og Salg-butik og en dyreklinik.

## Historie
Landsbyens navn kommer muligvis fra Hærthingar som er en afledning af ordet "harth" eller "skov". Endelsen -løse betyder "lysning" eller "åbning". Herringløse lå i middelalderen i Sømme Herred, der var under kirken. Senere, omkring og efter reformationen, blev området inddraget som krongods og delvist skænket til private godsejere.
Før kommunalreformen 1. januar 2007 lå byen i Gundsø Kommune.

## Offentlig transport
Movia-bus nr. 216 kører igennem Herringløse hver dag.
216 mod Ballerup, 216 mod Roskilde.
I Herringløse by stopper den følgende steder: Herringløse Sportsplads, Herringløse Bygade og Korskær.
Afgangstiderne ligger med en times mellemrum.

## Galleri
- Postkort fra begyndelsen af 1900-tallet